# Der türkische Reisepass
Der türkische Reisepass (Originaltitel: Türk Pasaportu) ist ein türkischer Dokumentarfilm von Regisseur Burak Arliel. Der Film wurde von der Interfilm Istanbul produziert und am 18. Mai 2011 erstmals im Rahmen der Filmfestspiele in Cannes gezeigt.

## Inhalt
Der Film spielt während der Shoa und beschreibt, wie über 18.000 sephardische Juden durch Diplomaten wie Behiç Erkin, Namık Kemal Yolga und Necdet Kent vor der Deportation in die Konzentrationslager bewahrt wurden. Dazu stellten sie für die von Ermordung bedrohten Juden türkische Reisepässe aus und organisierten Zugtransporte in die Türkei.
Der Film erinnert auch an Raoul Wallenberg, den schwedischen Diplomaten, der ungarische Juden vor der Deportation bewahrte.

## Auszeichnungen
- 2011 Moondance International Film Festival, Gewinner Best Feature Documentary Award in der Kategorie ausländischer Film[1][2]
- 2011 Yosemite Film Festival, Gewinner des John Muir Award